# Seznam nosilcev znaka Manevrske strukture Narodne zaščite 1990
Seznam nosilcev znaka Manevrske strukture Narodne zaščite 1990.

## Seznam
(datum podelitve - ime)
- 28. april 1998 - Denis Čaleta - Marino Česen - Martin Kandžič - Davorin Meznarič - Primož Strle - Rudi Zalar

- 22. junij 1998 - Simon Medved

- 25. februar 1999 - Borut Usenik - Aleš Kulovec

- 6. oktober 1999 - Mihalj Bukovec - Miran Fišer - Andrej Kocbek - Peter Leopold - Vladimir Maher - Venčeslav Ogrinc - Anton Sračnik - Marijan Strehar - Gorazd Vidrih - Stane Žitnik